# 고등로
고등로(Godeung-ro) 수원시 팔달구 고등동 쌍우물삼거리 에서 팔달구 고등동 경기도청후문 를 잇는 도로이다.

## 주요 경유지
경기도
- 수원시 팔달구 (고등동)

## 노선
| 이름                | 접속 노선     | 소재지 | 소재지 | 소재지 | 비고 |
| ------------------- | ------------- | ------ | ------ | ------ | ---- |
| 쌍우물삼거리        | 덕영대로      | 수원시 | 팔달구 | 고등동 |      |
| 고등동사거리        | 팔달로        | 수원시 | 팔달구 | 고등동 |      |
| (경기도청 후문)     | 고화로 고매로 | 수원시 | 팔달구 | 고등동 |      |
| 효원로12번길과 직결 |               |        |        |        |      |

## 주요 시설및 건물
- CU 수원역자이남문점 (고등로 15/고등동 156-159)
- 고등동행정복지센터 (고등로 37/고등동 153-1)
- 고등파출소 (고등로 50/고등동 105-1)
- 세븐일레븐 경기도청점 (고등로 92/고등동 61-108)